# Канаан (Минас-Жерайс)
Канаан (порт. Canaã) — муниципалитет в Бразилии, входит в штат Минас-Жерайс. Составная часть мезорегиона Зона-да-Мата. Входит в экономико-статистический микрорегион Висоза. Население составляет 4329 человек на 2006 год. Занимает площадь 175 066 км². Плотность населения — 24,7 чел./км².
Праздник города — 3 марта.

## История
Город основан 30 декабря 1962 года.

## Статистика
- Валовой внутренний продукт на 2003 год составляет 14 340 200 реалов (данные: Бразильский институт географии и статистики).
- Валовой внутренний продукт на душу населения на 2003 год составляет 3158,63 реалов (данные: Бразильский институт географии и статистики).
- Индекс развития человеческого потенциала на 2000 год составляет 0,678 (данные: Программа развития ООН).